# Jordan, Minnesota
Jordan là một thành phố thuộc quận Scott, tiểu bang Minnesota, Hoa Kỳ. Năm 2010, dân số của thành phố này là 5470 người.

## Dân số
- Dân số năm 2000: 3833 người.
- Dân số năm 2010: 5470 người.